# Iberisches Schwein

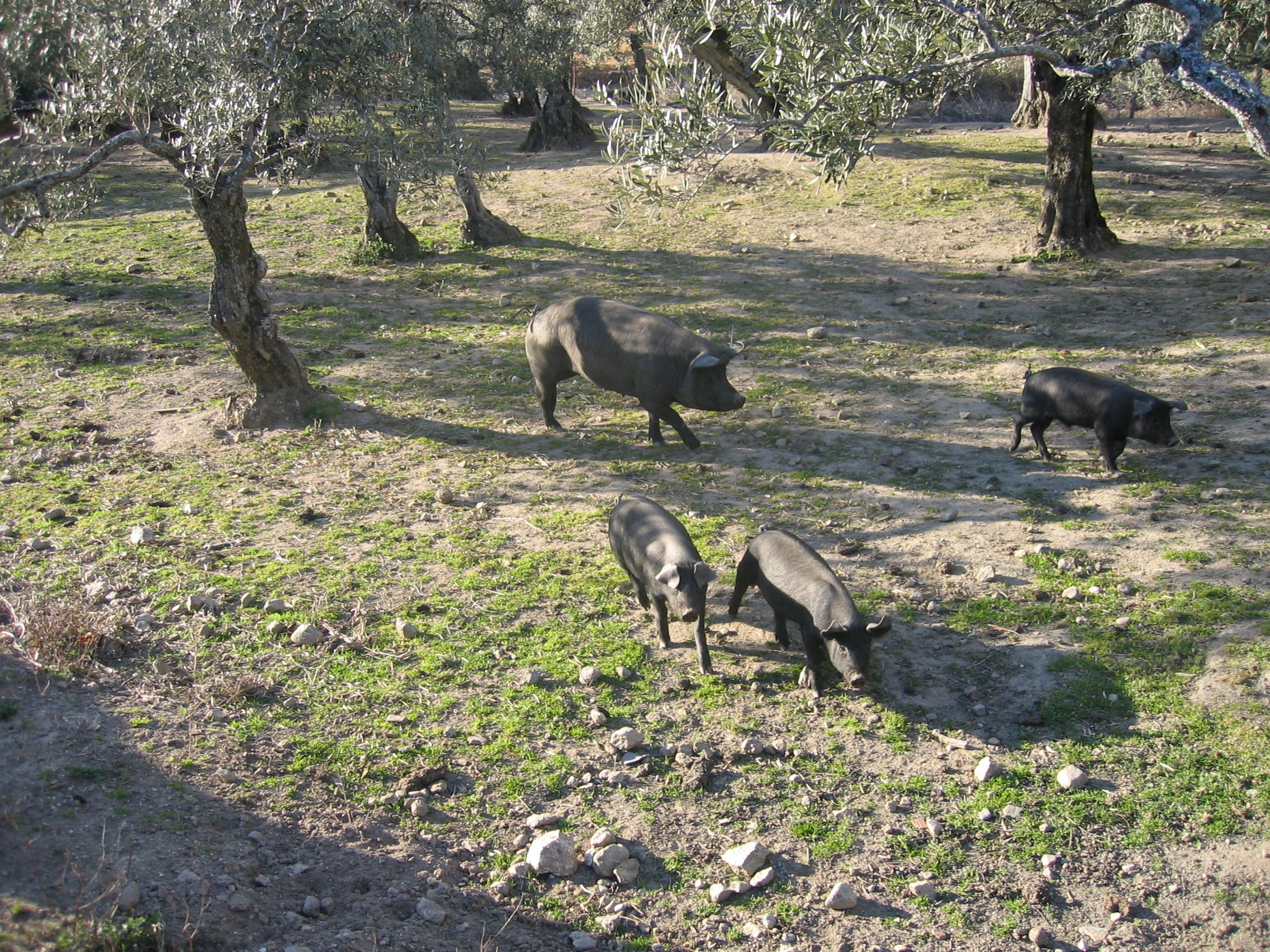
Iberische Schweine in einem Olivenhain der Extremadura (Spanien)

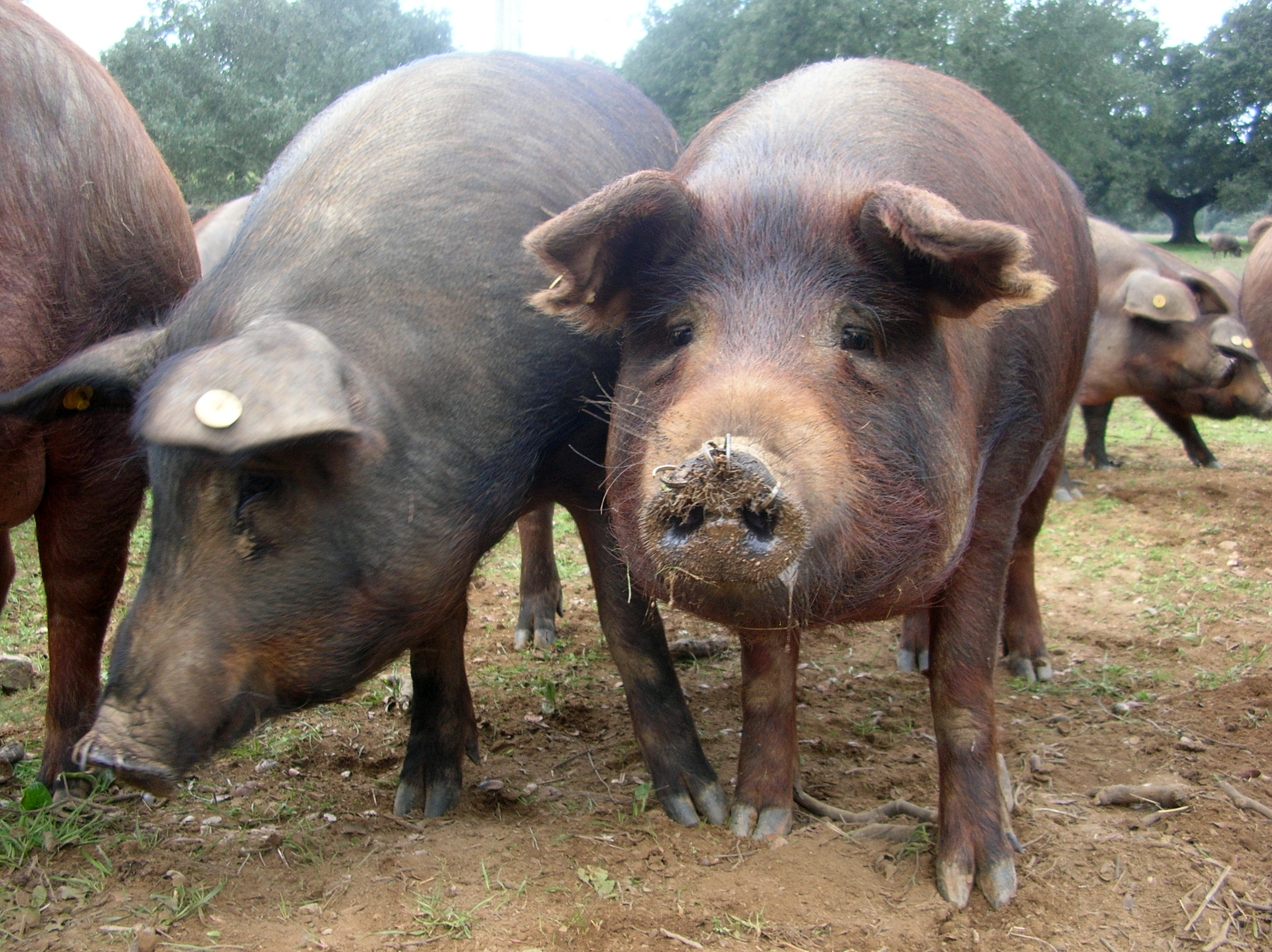
Iberische Schweine im Norden von Sevilla (Spanien)

Das Iberische Schwein (spanisch Cerdo Ibérico, portugiesisch Porco ibérico) ist eine in Südwestspanien (besonders Andalusien und Extremadura) sowie in der Provinz Teruel (Aragón) und in Portugal (besonders im Alentejo) heimische, pflegelos gehaltene Schweinerasse. Iberische Schweine wurden bereits von römischen Legionären gezüchtet, die sich in der Extremadura niedergelassen hatten.

## Haltung
Die Tiere werden meist als Weideschweine sommers wie winters freilaufend in Korkeichen- und Steineichenhainen  (spanisch dehesas) gehalten und häufig mit Eicheln gemästet. Im Vergleich zu den (weitaus jüngeren) herkömmlichen Hausschweinrassen sind Iberische Schweine deutlich kleiner und flinker.

## Schinken
Das Iberische Schwein liefert in Spanien und Portugal den als Spezialität bekannten luftgetrockneten iberischen Schinken (Jamón Ibérico), bei Tieren aus der Eichelmast auch Jamón Ibérico de Bellota („Iberischer Eichelschinken“) genannt. Wegen der im Gegensatz zu anderen Rassen schwarzen Hautfarbe der Tiere wird der Schinken auf Spanisch auch als Jamón de Pata Negra („Schwarzklauenschinken“) bezeichnet. Hierbei handelt es sich jedoch um eine umgangssprachliche Bezeichnung, die im spanischen Handel nicht mehr zulässig ist, da nicht alle Ibérico-Schweine schwarz sind (bzw. schwarze Klauen haben).
In Portugal heißt die dortige Variante des Schinkens Presunto de Porco de Raça alentejana („Schinken vom Alentejo-Rasse-Schwein“), so der herkunftsgeschützte Schinken aus Barrancos.

## Differenzierungen
Die spanische Regierungsagentur Dehesa de Extremadura hat mehrere Zertifikate zur Unterscheidung der verschiedenen Haltungsweisen des Iberischen Schweins in Spanien eingeführt, die dem Schutz des Qualitätsnamens Jamón Ibérico dienen. Außerdem unterliegen in Spanien und Portugal sowohl die Haltung der Tiere als auch die Herstellung des Schinkens und zuletzt auch das fertige Produkt behördlichen Kontrollen. Aufgrund unterschiedlicher Fütterung ergeben sich in Spanien drei Qualitätsklassen:
- Jamón Ibérico de Bellota oder Jamón Ibérico terminado en montanera stammt von freilaufenden Schweinen, die ca. 40 % ihres Lebendgewichts durch Eicheln der Steineichen und Korkeichen sowie Kräuter erreicht haben. Die Eicheln sorgen für den nussartigen Geschmack.
- Jamón Ibérico de Recebo stammt von Schweinen, denen Eicheln zugefüttert wurden. In dieser Zeit erhöht sich das Anfangsgewicht durch Eicheln und Kräuter um ca. 30 %. Die Endmast erfolgt mit Getreide und Viehfutter.
- Der Jamón Ibérico de Pienso (Campo) stammt von Schweinen, die im Stall nur mit Getreide und Viehfutter gemästet wurden.[2]